# Райнгерс
Райнгерс (нем. Reingers) — коммуна (нем. Gemeinde) в Австрии, в федеральной земле Нижняя Австрия.
Входит в состав округа Гмюнд. Население составляет 705 человек (на 31 декабря 2005 года). Занимает площадь 24,92 км². Официальный код — 30929.

## Политическая ситуация
Бургомистр коммуны — Христиан Шлоссер (АНП) по результатам выборов 2005 года.
Совет представителей коммуны (нем. Gemeinderat) состоит из 15 мест.
- АНП занимает 12 мест.
- СДПА занимает 3 места.